# 上允镇
上允镇（佤语：ngīm hne:1026），是中华人民共和国云南省普洱市澜沧拉祜族自治县下辖的一个乡镇级行政单位。

## 行政区划
上允镇下辖以下地区：
上允村、坝老村、南洼村、曼蚌村、勐佛村、那阮村、南乃村、翁板村、芒角村、弄浪村和下允村。

## 中国传统村落
2013年8月，上允村老街组被评为第二批中国传统村落。